# 萊巴嫩 (伊利諾伊州)
莱巴嫩（英語：Lebanon）是一個位於美國伊利諾伊州聖克萊爾縣的城市。

## 地理
莱巴嫩的座標為38°36′12″N 89°48′41″W / 38.60333°N 89.81139°W，而該地的平均海拔高度為148米（即486英尺）。

## 人口
根據2010年美國人口普查的數據，莱巴嫩的面積為6.41平方千米，當中陸地面積為6.39平方千米，而水域面積為0.02平方千米。當地共有人口4418人，而人口密度為每平方千米689.24人。